# Christophe Duboscq
Christophe Duboscq (* 15. Januar 1967 in Caen, Frankreich) ist ein ehemaliger französischer Fußballspieler und jetziger Trainer.

## Karriere
Duboscq begann seine Karriere bei den normannischen Vereinen AF Vire und US Avranches, bevor er 1992 zu SM Caen wechselte. Dort spielte er 41 Mal in der ersten und neunmal in der zweiten Liga. Danach ging er zum drittklassigen Klub USL Dunkerque. Fortan war er bei verschiedenen Vereinen in der dritten Liga und unterhalb aktiv. 2003 beendete er bei US Avranches, wo er bereits vor seinem Sprung in die erste Liga gespielt hatte, seine Karriere als Spieler. Ein Jahr später wurde er Trainer bei der US Granville.